# Reona Aoki
Reona Aoki (青木 玲緒樹 Aoki Reona?,  Tokio, 24 de febrero de 1995) es una deportista japonesa que compite en natación. Ganó dos medallas de  en el Campeonato Pan-Pacífico de Natación de 2018, en las pruebas de 100 m braza y 4 × 100 m estilos.

## Palmarés internacional
| Campeonato Pan-Pacífico | Campeonato Pan-Pacífico | Campeonato Pan-Pacífico | Campeonato Pan-Pacífico |
| Año                     | Lugar                   | Medalla                 | Prueba                  |
| ----------------------- | ----------------------- | ----------------------- | ----------------------- |
| 2018                    | Tokio (Japón)           | Medalla de bronce       | 100 m braza             |
| 2018                    | Tokio (Japón)           | Medalla de bronce       | 4 × 100 m estilos       |